# Ecnomina trifurcata
Ecnomina trifurcata là một loài Trichoptera trong họ Ecnomidae. Chúng phân bố ở miền Australasia.